# Stephen Larkham
Stephen Larkham (Canberra, 29 de maig de 1974) és un exjugador australià de rugbi que jugava a la posició d'obertura. Actualment és entrenador dels Brumbies del Super Rugbi.
Stephen Larkham va jugar amb els Wallabies tres Copes del món, és recordat per Gal·les 1999, torneig on va formar una de les majors frontisses que es recorden al costat de George Gregan, va convertir un drop de 48 metres davant els Springboks a les semifinals, on va jugar la final lesionat d'un genoll i es va consagrar com a campió del Món.
Es destacava pel seu joc impredictible, gran acceleració, atacar la línia d'avantatge i usar poc el peu en el joc.

## Biografia
Nascut el 29 de maig de 1974 a Canberra, va estudiar a la Universitat Nacional Australiana on va obtenir una llicenciatura en enginyeria informàtica. Es va formar esportivament i va jugar com a professional als Brumbies fins a 2007, quan va emigrar al rugbi japonès per jugar en el Ricoh Black Rams de Tòquio. Es va retirar l'any 2011.

### Selecció nacional
Va debutar en el selecció nacional el 6 de juny de 1996 jugant de Fullback en contra dels dracs vermells, recentment l'any 1997 Rod Macqueenel va reposicionar com a obertura. Va guanyar el Rugbi Championship en 2000 i 2001. En total va jugar 102 partits amb la seva selecció i va marcar 103 punts.

### Participacions en Copes del Món
Els Wallabies van arribar a Gal·les 1999 amb jugadors com George Gregan, Chris Latham, Matt Burke i el mateix Larkham. Van guanyar el seu grup còmodament davant Romania, els XV del trèvol i USA (Bernie va aconseguir un assaig). En quarts de final van superar a l'amfitrió Gal·les 9-24, després a les semifinals es van enfrontar al campió vigent Sud-àfrica, en un partit molt parell que va acabar en empat a 18 i va haver de jugar-se el temps extra. Larkham s'havia lesionat el genoll dret i tenia problemes de visió, el partit estava empatat 21-21 quan Gregan va passar la pilota al 10 i aquest va xutar un drop a gol de 48 metres, un cop de càstig de Burke definiria el partit 21-27. Finalment els Wallabies van vèncer 35-12 a França i es van consagrar campions del món per segona vegada en la seva història, sent la primera selecció a aconseguir-ho. Quatre anys més tard els campions del Món jugaven a casa, a Austràlia 2003 i mostraven un gran nivell de joc, de l'altre hemisferi venia el XV de la rosa que havia aconseguit el Gran eslam al Torneig de les Sis Nacions de 2011 i mostrava un gran nivell, per la qual cosa no va ser sorpresa que en la final, s'enfrontessin australians i anglesos. En una de les finals més recordades, decidida a la mort súbita, Jonny Wilkinson va convertir el drop que va derrotar els Wallabies a casa per 17-20 i va consagrar com a campiona del món a Anglaterra. Tristament Larkham només va jugar un partit en el seu últim mundial a França 2007, ja que es va lesionar en el primer dels Wallabies en aquell mundial.
| Mundial                       | Seu       | Resultat        | PJ | Assaigs |
| ----------------------------- | --------- | --------------- | -- | ------- |
| Copa Mundial de Rugbi de 1999 | Gal·les   | Campió          | 5  | 1       |
| Copa Mundial de Rugbi de 2003 | Austràlia | Subcampió       | 6  | 2       |
| Copa Mundial de Rugbi de 2007 | França    | Quarts de final | 1  | 0       |